# Kalvin Phillips
Kalvin Mark Phillips (Leeds, 2 december 1995) is een Engels-Jamaicaans voetballer die doorgaans speelt als middenvelder. In juli 2022 verruilde hij Leeds United voor Manchester City. Phillips maakte in 2020 zijn debuut in het Engels voetbalelftal.

## Clubcarrière
Phillips speelde in de jeugd van Wortley Juniors en kwam hierna terecht in de opleiding van Leeds United. Deze doorliep hij en hij brak ook door bij die club. Op 6 april 2015 maakte de middenvelder zijn debuut in het eerste elftal. Op die dag werd met 4–3 verloren van Wolverhampton Wanderers. Via Charlie Taylor kwamen de bezoekers op voorsprong, maar door twee treffers van Nouha Dicko en een van Benik Afobe kwam Wolverhampton weer op voorsprong. Danny Batth maakte een eigen doelpunt en Alex Mowatt scoorde om de ploegen weer gelijk te zetten. Door een doelpunt van David Edwards won de thuisploeg het duel toch. Phillips begon aan de wedstrijd als wisselspeler en mocht de gehele negentig minuten meedoen.
Zijn eerste doelpunt volgde vijf dagen later, op 11 april 2015, tijdens een nederlaag tegen Cardiff City (1–2). Tijdens dit duel zette Sean Morrison de bezoekers op voorsprong en Phillips maakte na zeventien minuten gelijk. Door een treffer van Aron Gunnarsson won Cardiff het duel alsnog. Aan het begin van het seizoen 2016/17 veroverde de middenvelder een vaste plek in het eerste elftal van Leeds. De club werd in het seizoen 2019/20 kampioen van het Championship en verdiende daarmee promotie naar de Premier League.
Op 4 juli 2022 tekende hij een zesjarig contract bij Manchester City, dat circa tweeënvijftig miljoen euro voor hem betaalde aan Leeds United. In zijn eerste seizoen speelde hij twaalf competitiewedstrijden, waarvan twee als basisspeler. De eerste helft van de jaargang erop leverde slechts vier optredens op in de Premier League. Hierop werd hij op huurbasis overgenomen door West Ham United. Phillips speelde acht competitiewedstrijden voor West Ham, waarna hij in de zomer van 2024 verhuurd werd aan promovendus Ipswich Town.

## Clubstatistieken
| Seizoen | Club              | Competitie     | Competitie | Competitie | Beker | Beker | Internationaal | Internationaal | Totaal | Totaal |
| Seizoen | Club              | Competitie     | Wed.       | Dlp.       | Wed.  | Dlp.  | Wed.           | Dlp.           | Wed.   | Dlp.   |
| ------- | ----------------- | -------------- | ---------- | ---------- | ----- | ----- | -------------- | -------------- | ------ | ------ |
| 2014/15 | Leeds United      | Championship   | 2          | 1          | 0     | 0     | —              | —              | 2      | 1      |
| 2015/16 | Leeds United      | Championship   | 10         | 0          | 0     | 0     | —              | —              | 10     | 0      |
| 2016/17 | Leeds United      | Championship   | 33         | 1          | 7     | 0     | —              | —              | 40     | 1      |
| 2017/18 | Leeds United      | Championship   | 41         | 7          | 2     | 0     | —              | —              | 43     | 7      |
| 2018/19 | Leeds United      | Championship   | 44         | 1          | 2     | 0     | —              | —              | 46     | 1      |
| 2019/20 | Leeds United      | Championship   | 37         | 2          | 3     | 0     | —              | —              | 40     | 2      |
| 2020/21 | Leeds United      | Premier League | 29         | 1          | 1     | 0     | —              | —              | 30     | 1      |
| 2021/22 | Leeds United      | Premier League | 20         | 0          | 3     | 1     | —              | —              | 23     | 1      |
| 2022/23 | Manchester City   | Premier League | 12         | 0          | 6     | 0     | 3              | 0              | 21     | 0      |
| 2023/24 | Manchester City   | Premier League | 4          | 0          | 1     | 0     | 4              | 1              | 9      | 1      |
| 2023/24 | → West Ham United | Premier League | 8          | 0          | 0     | 0     | 2              | 0              | 10     | 0      |
| 2024/25 | → Ipswich Town    | Premier League | 19         | 0          | 3     | 1     | —              | —              | 22     | 1      |
| Totaal  | Totaal            | Totaal         | 259        | 13         | 28    | 2     | 9              | 1              | 296    | 16     |

Bijgewerkt op 20 juli 2025.

## Interlandcarrière
Phillips maakte zijn debuut in het Engels voetbalelftal op 8 september 2020, toen een wedstrijd in het kader van de Nations League 2020/21 gespeeld werd tegen Denemarken. Tijdens de wedstrijd werd niet gescoord. Phillips mocht van bondscoach Gareth Southgate in de basis beginnen en werd veertien minuten voor het einde van het duel gewisseld ten faveure van Jack Grealish (Aston Villa), die samen met Conor Coady (Wolverhampton Wanderers) en Ainsley Maitland-Niles (Arsenal) ook debuteerde dat duel. Phillips werd in juni 2021 door Southgate opgenomen in de selectie van Engeland voor het uitgestelde EK 2020. Tijdens het toernooi haalde Engeland de finale, waarin verloren werd van Italië (1–1, 3–2 na strafschoppen). In de groepsfase werd gewonnen van Kroatië (1–0) en Tsjechië (0–1) en gelijkgespeeld tegen Schotland (0–0). Daarna werd achtereenvolgens afgerekend met Duitsland (2–0), Oekraïne (0–4) en Denemarken (2–1 na verlenging). Phillips speelde in alle zeven wedstrijden mee. Zijn toenmalige teamgenoten Tyler Roberts (Wales), Ezgjan Alioski (Noord-Macedonië), Liam Cooper (Schotland), Mateusz Klich (Polen), Diego Llorente (Spanje) en Robin Koch (Duitsland) waren ook actief op het EK.
In november 2022 werd Phillips door Southgate opgenomen in de selectie voor het WK 2022. Tijdens dit WK werd Engeland door Frankrijk uitgeschakeld in de kwartfinales nadat in de groepsfase gewonnen was van Iran en Wales en gelijkgespeeld tegen de Verenigde Staten en in de achtste finales Senegal was uitgeschakeld. Phillips speelde mee tegen Wales en Senegal. Zijn toenmalige clubgenoten Nathan Aké (Nederland), Kyle Walker, John Stones, Jack Grealish, Phil Foden (allen eveneens Engeland), Julián Álvarez (Argentinië), İlkay Gündoğan (Duitsland), Rodri, Aymeric Laporte (beiden Spanje), Kevin De Bruyne (België), Ederson Moraes (Brazilië), Manuel Akanji (Zwitserland), Rúben Dias, Bernardo Silva en João Cancelo (allen Portugal) waren ook actief op het toernooi.
Op 19 juni 2023 kwam Phillips voor het eerst tot scoren in de nationale ploeg, tijdens een kwalificatiewedstrijd voor het EK 2024 tegen Noord-Macedonië. Hij zag vanaf de reservebank Harry Kane de score openen en daarna Bukayo Saka drie keer scoren en Marcus Rashford eenmaal. Phillips mocht dertien minuten na rust invallen voor Declan Rice en wist zes minuten later doel te treffen. Een benutte strafschop van Kane vormde uiteindelijk het slotakkoord: 7–0.
| Interlands van Kalvin Phillips voor Engeland | Interlands van Kalvin Phillips voor Engeland | Interlands van Kalvin Phillips voor Engeland | Interlands van Kalvin Phillips voor Engeland | Interlands van Kalvin Phillips voor Engeland | Interlands van Kalvin Phillips voor Engeland | Interlands van Kalvin Phillips voor Engeland |
| №                                            | Datum                                        | Wedstrijd                                    | Uitslag                                      | Competitie                                   | Goals                                        |                                              |
| Als speler bij Leeds United                  | Als speler bij Leeds United                  | Als speler bij Leeds United                  | Als speler bij Leeds United                  | Als speler bij Leeds United                  | Als speler bij Leeds United                  | Als speler bij Leeds United                  |
| -------------------------------------------- | -------------------------------------------- | -------------------------------------------- | -------------------------------------------- | -------------------------------------------- | -------------------------------------------- | -------------------------------------------- |
| 1                                            | 8 september 2020                             | Denemarken – Engeland                        | 0 – 0                                        | Nations League 2020/21                       |                                              |                                              |
| 2                                            | 8 oktober 2020                               | Engeland – Wales                             | 3 – 0                                        | Vriendschappelijk                            |                                              |                                              |
| 3                                            | 11 oktober 2020                              | Engeland – België                            | 2 – 1                                        | Nations League 2020/21                       |                                              |                                              |
| 4                                            | 14 oktober 2020                              | Engeland – Denemarken                        | 0 – 1                                        | Nations League 2020/21                       |                                              |                                              |
| 5                                            | 25 maart 2021                                | Engeland – San Marino                        | 5 – 0                                        | WK 2022 kwalificatie                         |                                              |                                              |
| 6                                            | 28 maart 2021                                | Albanië – Engeland                           | 0 – 2                                        | WK 2022 kwalificatie                         |                                              |                                              |
| 7                                            | 31 maart 2021                                | Engeland – Polen                             | 2 – 1                                        | WK 2022 kwalificatie                         |                                              |                                              |
| 8                                            | 6 juni 2021                                  | Engeland – Roemenië                          | 1 – 0                                        | Vriendschappelijk                            |                                              |                                              |
| 9                                            | 13 juni 2021                                 | Engeland – Kroatië                           | 1 – 0                                        | EK 2020                                      |                                              |                                              |
| 10                                           | 18 juni 2021                                 | Engeland – Schotland                         | 0 – 0                                        | EK 2020                                      |                                              |                                              |
| 11                                           | 22 juni 2021                                 | Tsjechië – Engeland                          | 0 – 1                                        | EK 2020                                      |                                              |                                              |
| 12                                           | 29 juni 2021                                 | Engeland – Duitsland                         | 2 – 0                                        | EK 2020                                      |                                              |                                              |
| 13                                           | 3 juli 2021                                  | Oekraïne – Engeland                          | 0 – 4                                        | EK 2020                                      |                                              |                                              |
| 14                                           | 7 juli 2021                                  | Engeland – Denemarken                        | 2 – 1                                        | EK 2020                                      |                                              |                                              |
| 15                                           | 11 juli 2021                                 | Italië – Engeland                            | 1 – 1 (3 – 2 n.s.)                           | EK 2020                                      |                                              |                                              |
| 16                                           | 2 september 2021                             | Hongarije – Engeland                         | 0 – 4                                        | WK 2022 kwalificatie                         |                                              |                                              |
| 17                                           | 8 september 2021                             | Polen – Engeland                             | 1 – 1                                        | WK 2022 kwalificatie                         |                                              |                                              |
| 18                                           | 12 november 2021                             | Engeland – Albanië                           | 5 – 0                                        | WK 2022 kwalificatie                         |                                              |                                              |
| 19                                           | 15 november 2021                             | San Marino – Engeland                        | 0 – 10                                       | WK 2022 kwalificatie                         |                                              |                                              |
| 20                                           | 4 juni 2022                                  | Hongarije – Engeland                         | 1 – 0                                        | Nations League 2022/23                       |                                              |                                              |
| 21                                           | 7 juni 2022                                  | Duitsland – Engeland                         | 1 – 1                                        | Nations League 2022/23                       |                                              |                                              |
| 22                                           | 11 juni 2022                                 | Engeland – Italië                            | 0 – 0                                        | Nations League 2022/23                       |                                              |                                              |
| 23                                           | 14 juni 2022                                 | Engeland – Hongarije                         | 0 – 4                                        | Nations League 2022/23                       |                                              |                                              |
| Als speler bij Manchester City               |                                              |                                              |                                              |                                              |                                              |                                              |
| 24                                           | 29 november 2022                             | Wales – Engeland                             | 0 – 3                                        | WK 2022                                      |                                              |                                              |
| 25                                           | 4 december 2022                              | Engeland – Senegal                           | 3 – 0                                        | WK 2022                                      |                                              |                                              |
| 26                                           | 23 maart 2023                                | Italië – Engeland                            | 1 – 2                                        | EK 2024 kwalificatie                         |                                              |                                              |
| 27                                           | 19 juni 2023                                 | Engeland – Noord-Macedonië                   | 7 – 0                                        | EK 2024 kwalificatie                         | 64'                                          |                                              |
| 28                                           | 12 september 2023                            | Schotland – Engeland                         | 1 – 3                                        | EK 2024 kwalificatie                         |                                              |                                              |
| 29                                           | 13 oktober 2023                              | Engeland – Australië                         | 1 – 0                                        | EK 2024 kwalificatie                         |                                              |                                              |
| 30                                           | 17 oktober 2023                              | Engeland – Italië                            | 3 – 1                                        | EK 2024 kwalificatie                         |                                              |                                              |
| 31                                           | 20 november 2023                             | Noord-Macedonië – Engeland                   | 1 – 1                                        | EK 2024 kwalificatie                         |                                              |                                              |

Bijgewerkt op 20 juli 2025.

## Erelijst
| Competitie            |              |              |              |              |
| Competitie            | Aantal       | Jaren        |              |              |
| Leeds United          | Leeds United | Leeds United | Leeds United | Leeds United |
| --------------------- | ------------ | ------------ | ------------ | ------------ |
| EFL Championship      | 1            | 2019/20      |              |              |
| Manchester City       |              |              |              |              |
| Premier League        | 1            | 2022/23      |              |              |
| FA Cup                | 1            | 2022/23      |              |              |
| Community Shield      | 1            | 2024         |              |              |
| UEFA Champions League | 1            | 2022/23      |              |              |
| UEFA Super Cup        | 1            | 2023         |              |              |
| FIFA Club World Cup   | 1            | 2023         |              |              |